# Municipio Bejuma
El Municipio Bejuma es uno de los 14 municipios autónomos que conforman el Estado Carabobo en la Región Central de Venezuela. Su capital es la ciudad homónima de Bejuma. Se encuentra ubicado en la Región Occidental (norcentro oeste) del Estado Carabobo, conocida como Los Valles Altos. Tiene una superficie de 484 km² y según el Censo Nacional de 2011 cuenta con una población de 51 960 habitantes, lo que representa el 2,5% de la población del Estado Carabobo. El Municipio Bejuma posee 3 parroquias civiles.

## Límites
- Norte: Municipio Juan José Mora
- Sur: Municipio Tinaquillo (Estado Cojedes)
- Este: Municipio Naguanagua y Municipio Libertador (Estado Carabobo)
- Oeste: Municipio Montalbán y Municipio Miranda (Estado Carabobo) y el Municipio Nirgua (Estado Yaracuy)

## Origen
El 20 de julio de 1990 pasa el Distrito Bejuma a denominarse Municipio Autónomo
Parroquia Capital Bejuma: como muchos otros pueblos, Bejuma no tuvo acta de fundación de los conquistadores, quienes efectuaban una ceremonia protocolar muy parecida en todas las ciudades que fundaban, que por otra parte era más imaginativa que real, pues clavaban una cruz, trazaban en el suelo la plaza Mayor, sus principales edificaciones y calles, levantaban un acta del acontecimiento y por el momento eso era todo. A veces prosperaba, otras no. también ocurría que las fundaban más de una vez.”“En el caso de Bejuma como en algunos pueblos, comenzaron formándose por la agrupación de las familias que terminaban por darle forma de pueblo a los lugares en que moraban.”
En 1843, se reunieron los dueños del “Fundo Bejuma”, para donar sus tierras y fundar el pueblo de Bejuma, después de la tramitación legal, ante el Gobierno de La Provincia, el 13 de noviembre fue erigida en parroquia civil, según consta en acta (en archivo), pero seguía perteneciendo a Montalbán; fueron dos años más tarde, en 1845, cuando se firmó el documento de protocolización, donde quedábamos en posesión y derechos sobre el pueblo; sin embargo, seguimos perteneciendo a Montalbán como parroquia. Fue el 16 de julio de 1859, cuando la Asamblea Legislativa de Carabobo la elevó a Cantón, separándola del tutelaje cantonal de Montalbán, por el Decreto Separatista, según la Atribución 7.ª del artículo 128 de la Constitución, firmada en julio y comenzando luego sus funciones como Concejo Municipal, Cantón de Bejuma, en enero de 1860. Entre los fundadores se destacan: Candelaria Soto, Mauricio García, Lorenzo Orozco, María de La Concepción Román, Carlos y Víctor Coronel, Ezequiel González, Francisco Niño, Carlos Girán, Pedro Vicente Núñez, Pedro F. Coronel, Marcos Coronel, Agustín Miguel Pinto, José Coronel, José F. Ortega y Juana Soto.
La Capital Municipal tiene un clima tropical con una temperatura media de 24 °C, situada a 667 metros sobre el nivel del mar.
Parroquia Simón Bolívar: muy conocido como Chirgua ha sido desde sus inicios de población indígena, zona rica en vegetación, agricultura y arqueología. Chirgua, formada por varias haciendas y vegas productivas, asiento de los indios del mismo nombre antes de la venida de los españoles desde El Tocuyo. En el año de 1547 fue por ley y costumbre de la época pasa a propiedad de la familia del conquistador Juan de Villegas.“La creación de la Parroquia Eclesiástica de Chirgua, del cabildo Eclesiástico de Caracas; desde 1682 había Capilla en Chirgua y era su Capellán por aquellos años, el padre Diego Tomás de Paradas y luego a mitad del siglo XVIII estuvo a cargo del presbíeroLorenzo Blanco Herrera, hijo de Don Mateo Blanco Infante y Doña Isabel Clara de Herrera, segundos abuelos del Libertador”. Con el transcurrir del tiempo pasó a ser propiedad de la familia del Libertador Simón Bolívar.
Después de haber sido Chirgua herencia de los Bolívar y herederos de estos, pasó a ser Colonia Agrícola Modelo en julio de 1938 durante el gobierno del Gral. Eleazar López Contreras, quien dio carácter de población, creándole servicios públicos y construyéndole carretera. Para ese momento se establecieron en la colonia 48 familias danesas del noreste de Europa; estos daneses fueron repatriados porque no llenaban los requisitos exigidos por el estado venezolano. Durante los conflictos bélicos mundiales arribaron inmigrantes canarios y cubanos a estas tierras. Se dice que durante una de sus épocas difíciles, por la recesión económica y las enfermedades, muchos fieles oraron ante la imagen de la Virgen de la Medalla Milagrosa y fueron subsanadas muchas de sus necesidades. Es por esa razón que sus pobladores celebran el 27 de noviembre de cada año las festividades en honor a su patrona, que están plenas de juegos tradicionales, ventas de artesanías, de comidas y bebidas típicas.
Fue elevada a Municipio por la Ley de División Política-Territorial del 4 de agosto de 1971 dirigida por el Distrito Bejuma. Hoy según otra Ley, Chirgua pasa a ser parroquia no urbana del municipio Bejuma.
Tiene una temperatura de 28 °C máxima y 15.8 °C mínima, con una altitud de 740 m s. n. m., siendo la población más alta del Municipio y del estado Carabobo.

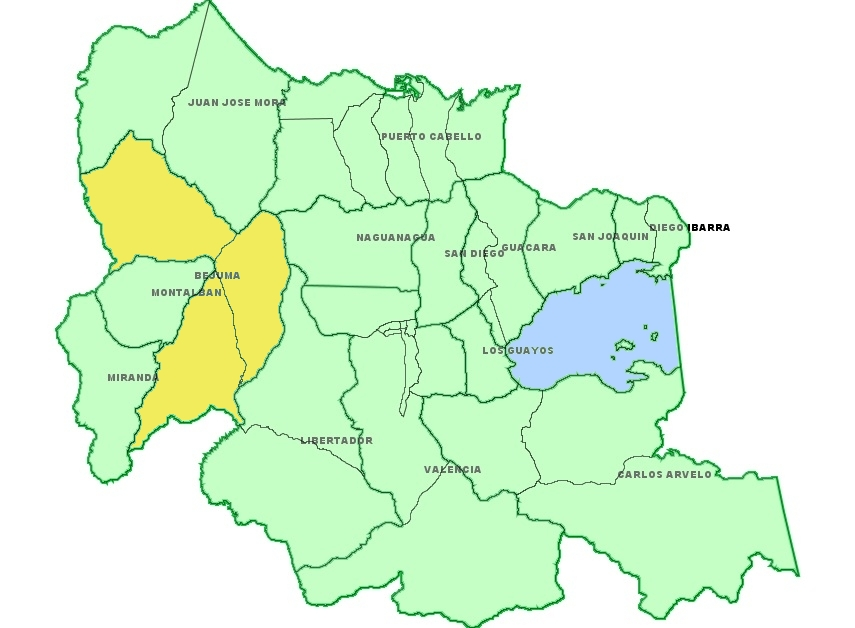
División territorial de las Parroquias del municipio: 1) Al norte: Parroquia Canoabo. 2) Al sur: Parroquia Capital Bejuma. 3) Al este: Parroquia Simón Bolívar.

Parroquia Canoabo: es la parroquia de mayor extensión territorial dentro del municipio Bejuma ocupa 187 km², Canoabo lugar de artesanos y creadores, conocido como el "Rincón Cordial de Bejuma", siendo la población más antigua del occidente de Carabobo y del Municipio Bejuma. Su nombre es un vocablo indígena que significa “Aldea al lado de agua dulce”. Fundado el 19 de marzo de 1711 por el padre Andrés Páez Vargas, quien le dio el nombre de San José de Canoabo y bendijo la primera iglesia construida con ayuda de los vecinos. Antes hubo un oratorio o capilla privada que tenía allí el conde de Tovar (conocida como la Casa del Alto). Como era habitual, en torno a la iglesia surgió el pueblo según costumbre de la época.
Los primeros pobladores estaban allí como hacendados de cacao desde fines del siglo XVII; eran: Don Manuel Gómez Pinto, Cristóbal Marcos de La Parra, domingo de Tovar, el maestro de Campo Juan Ortega y otros.
Aprovecharon los suelos que son sedimentos aluvionales y muy favorables para la siembra del cacao, el que ha sido considerado el mejor del país. Hoy predomina el cultivo del café con la mayor producción del Estado Carabobo.
Canoabo está circunvalado de cerros altos y todos poblados de árboles grandes. Según una antigua teoría, Canoabo está en el fondo de un lago prehistórico cuyas aguas rompieron por el cauce de los ríos que van al mar.
En la época colonial era considerado un paraíso, muchos españoles tomaron sus rumbos por las montañas que dan a Puerto Cabello, siguieron desde Urama en burros y carretas, para sorprenderse con la visión de este valle guiado por San José, cuyas fiestas patronales se celebran en marzo.
Fueron extranjeros progresistas los que se radicaron en Canoabo y no podemos olvidar a los que llevaron los apellidos Miré, Melet, Miravó, Mateu Pallerón, Mirón y otros y también un grupo de alemanes que se ubicaron en el caserío “La Sabana”.
El tiempo va pasando; los que nos precedieron muy pocos existen, pero hemos avanzado, el pueblo está recuperado en todos los niveles. Educación completa, comercio, desarrollo, mano de obra consolidada en gran parte, transporte colectivo ininterrumpido y buenas vías de comunicación.
Su clima es cálido, refrescando un poco por las noches, con una temperatura media de 26 °C. Al lado extremo de Bejuma (desde Valencia) tome la carretera a la derecha hacia Canoabo. Al pasar la población de Aguirre iniciamos el ascenso y en el recorrido observamos a lo lejos el hermoso y pintoresco paisaje del Valle de Aguirre del Municipio Montalban. Subiendo un poco más, llegamos a la Cumbre de Canoabo.

## División administrativa
El 20 de julio de 1990, se promulga la Ley de Reforma Parcial a la ley de División Político Territorial del Estado, según la cual, los Municipios Autónomos, pasan a denominarse Municipios y
los Municipios, Parroquias.

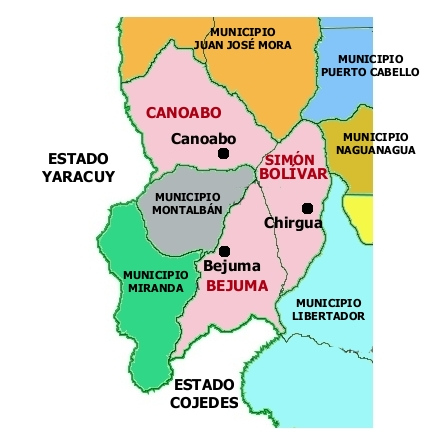

Actualmente, el Municipio Bejuma se divide en las siguientes parroquias:
| Parroquia                | Habitantes  |
| ------------------------ | ----------- |
| Parroquia Capital Bejuma | 33.910 hab. |
| Parroquia Canoabo        | 7.828 hab.  |
| Parroquia Simón Bolívar  | 8.262 hab.  |

## Geografía
Altura sobre el nivel del mar: 667 m s. n. m.
Temperatura promedio: 28 y 23 °C
Latitud: 10°10′22.34″ N
Longitud: 68°15′32.36″ O
Ríos principales: Bejuma y Chirgua los cuales pertenecen a la Hoya del Río Orinoco.
Recursos Agrícolas: cítricas, cereales, tubérculos.
Recursos Pecuarios: ganado vacuno, porcino y aves.
Recursos Forestales: árboles maderables, frutales cultivados y silvestres.

## Vegetación, flora y fauna
El municipio Bejuma se encuentra en la subregión Sistema de Colinas Lara-Falcón y tiene una vegetación dominada por bosques tropófilos, semi decíduos estacionales (valles marítimos).

## Símbolos del Municipio Bejuma

### Escudo
Descripción: Los arabescos que orlan el Escudo, se unen en el centro de la parte superior, desde donde se desprende un ramillete de naranjas, fruta típica de la región.

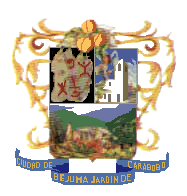
Autora: María Herminia Morales Arocha

En el cuartel izquierdo, están representados los petroglifos encontrados en los alrededores de la ciudad, los cuales fueron la primera expresión comunicativa impresa en rocas por nuestros aborígenes. Estos petro-glifos se encuentran en las localidades de Tierra Blanca, Chirgua y Canoabo. En el cuartel derecho, se destaca la figura de San Rafael Arcángel, patrono de la ciudad desde 1843, fecha en la cual se fundó la primera ermita. El arcángel Rafael custodia la nueva basílica de la ciudad, inaugurada por monseñor Dr. Gregorio Adam en el año de 1956. El cuartel inferior, tiene como fondo las verdes montañas que circundan la ciudad y dentro de este marco de apacible geografía, surgen como símbolos de la tradicional economía regional una plantación de tabaco, unos árboles de naranja y un trapiche. Al lado derecho del cuartel, en la parte inferior, las flores que engalanan nuestro Escudo nos brindan el colorido testimonio del lema de la ciudad: “Bejuma Jardín de Carabobo”

### La bandera
Descripción: un color dominante, el azul, que representa la majestuosidad de nuestro cielo, y en el extremo superior izquierdo, una estrella, significando ésta, la estrella que adorna la cabeza de nuestro celestial "Patrono San Rafael Arcángel". Le siguen dos franjas horizontales distintas en proporción y color.
La franja verde, representando los valles que rodean la región; así como también la arboleda y follaje que caracterizan las calles y avenidas del municipio Bejuma.
La franja anaranjada, nos indica los cultivos de cítricas que se dan en toda la extensión de estos valles.
.
Autor: Emir Leonardo Cáceres Solá

'Los símbolos naturales'
El Apamate 
Es un árbol de 15 a 20 y hasta 30 m de altura, con tronco corto, corteza grisácea, algo fisurada. Hojas palmadas, compuestas, 5-foliolos elípticos-oblongos, agudos a acuminados. El foliolo terminal de 8-30 cm de longitud y los laterales progresivamente menores. Textura subcoriácea. Panícula terminal de flores tubular-infundibuliformes, rosado lavanda, a veces blanco, de 5-10 cm de longitud. El fruto es una cápsula linear, cilíndrica de 2-4 dm de longitud, cáliz persistente. Llega a medir 1 metro de diámetro normalmente.
La Rosa de Montaña
La rosa de Venezuela es un pequeño árbol. Crece lentamente y es de ramas gruesas. Puede alcanzar los 6 metros o 20 pies de altura. El --- tiene grisáceo-marrón, y su corteza esta ligeramente rasposa. Los tallos de sus hojas son vellosos. Sus hojas son opuestas, alargadas y desde 12 hasta 18 pares de hojuelas oblongas o lanceoladas que terminan en un punto de cerda. Cuando la primera vez que se desarrollan las hojas caídas son de color verde pálido con rosa pequeña y los puntos de color crema, pero así como van madurando llegan a ser de color marrón-rosado y finalmente de un tono uniforme de color verde. Las inflorescencias globulares contienen numerosas carmesí, flores rojas.
El colbri   
Los colibríes están entre los pájaros más pequeños que existen. La especie de tamaño más reducido es el colibrí zunzuncito o elfo de las abejas (Mellisuga helenae), que con su pico y cola mide apenas unos 5,5 centímetros, exclusivo de Cuba.3 La especie más grande, el llamado colibrí gigante (Patagona gigas), mide unos 25 cm. La mayoría de los colibríes presenta un plumaje muy colorido, generalmente de color verde metálico. El cuello de los machos es frecuentemente rojo brillante, azul o verde esmeralda. Una característica especial de los colibríes es el pico, que diverge casi siempre de especie en especie. El colibrí pico espada (Ensifera ensifera), por ejemplo, tiene un pico casi tan largo como el cuerpo, de unos 10 cm de longitud.

## Las manifestaciones culturales
- Fiestas en Honor del Santo Patrono de Bejuma: Arcángel Rafael, el 24 de octubre.

- Aniversario de fundación: tomando como referencia el 18 de septiembre de 1845, fecha histórica, cuidadosamente seleccionada por los habitantes de Bejuma, para enaltecer la memoria de aquellas personas, que en acto de sorprendente generosidad donaron las tierras para que se constituyera esta ciudad.
- Velorio de la CRUZ DE MAYO: se celebra en los salones del centro social Bejuma y en diferentes sectores y caseríos del municipio. El velorio de La Cruz lo comienzan adornando una Cruz, que luego la colocan en una mesa llena de floreros con flores silvestres, también visten La Cruz con palmas de cayenas o papel de diferentes colores. Toda la noche le cantan y le bailan al son del arpa, cuatro y maracas. Es una fiesta de mucho colorido; también le improvisan versos que el pueblo llama “bombas”. Todos, con alegría y respeto a la Cruz, le bailan hasta el amanecer.
- Fiestas en Honor del Santo Patrono de la Parroquia Canoabo: 19 de marzo día de San José, junto con "Los Diablos Danzantes de Canoabo”.
- Día de Los Inocentes: 28 de diciembre  “Los Locos de Canoabo” algo muy popular en todo el municipio, en Navidad y día de Reyes Magos.
- San Juan: El 24 de junio, día festivo en todo el Municipio, mayormente celebrados en los distintos ríos del municipio donde la gente baila y toca tambor en honor a San Juan Bautista

## Templos Religiosos
- Santa Iglesia Parroquial San Rafael Arcangel: frente a la plaza Bolívar de Bejuma.
- Santuario Arquidiocesano Divino Redentor: Urbanización El Rincón, Av 2
- Santa Iglesia Parroquial Nuestra Señora de la Medalla Milogrosa y la Santa Cruz: Chirgua,Sector la Colonia, junto a la plaza Bolívar.
- Monasterio Santa María Reina de los Ángeles" Monjas de la Santa y Benemérita Congregación de Religiosas Carmelitas Descalzas, Chirgua, Parroquia Civil Simón Bolívar.
- Santa Iglesia Parroquial San Jose: Canoabo Av Principal, frente a la plaza Bolívar.
- Capilla de la Santa Faz, sector la Cumbre de Canoabo.
- Capilla Santa Rosa de Lima, sector La Sabana de Canoabo
- Capilla Santos Pedro y Pablo: Sector Altos de Reyes, Bejuma.
- Capilla de la Casa de Retiro Monseñor Montes de Oca", sector Bejuma.
- Capillas en los diversos sectores de las tres parroquias eclesiásticas que a su vez se corresponden con el territorio geográfico de las tres parroquias civiles que integran el municipio Bejuma.

## Sitios históricos y turísticos
- La casa municipal: primera Casa Municipal, hoy prefectura, fue construida en el año de 1874, según consta de los expedientes como “Casa Municipal” funcionando el Concejo Municipal en la parte alta y en la planta baja, La Jefatura Civil. Hoy en día se conserva igual en su estructura, funcionando en la parte alta El Registro Civil y abajo la Comandancia de la Policía. Al lado la nueva sede de la Alcaldía Municipal de Bejuma, Casa Municipal.
- Plaza de los Fundadores: llamada así porque la historia de Bejuma comenzó sobre sus terrenos. Inaugurada en 1946.
- Plaza Bolívar del Municipio: esmeradamente cuidada y desde donde se yergue un bronce pedestre de nuestro Libertador. Ubicada en el Sector Centro
- Iglesia Municipal: primera iglesia de Bejuma que atendió el culto religioso por espacio de 30 años. Dicha Ermita era la transformación de la casa que para ese objetivo donó Don Pedro Vicente Núñez. Después fue demolida y dio paso a lo que es hoy la plaza Los Fundadores. Allí acamparon las tropas cuando hubo “Sangre en la aldea para entrar en la historia”, de nuestro coterraneo Helio Rivas y porque allí frente a la Ermita fueron ajusticiados los hermanos Trujillo, por el comandante Modesto Rodríguez según relata Antonio Oswaldo Marvez Sosa en “Bejuma, pueblo de Venezuela. A un año de haberse concluido el proceso de la erección de Bejuma en parroquia eclesiástica, todavía transcurrió un año más para el nombramiento de su primer cura párroco, que fue el padre Martín Windevoxhel comenzando así, una lista de sacerdotes a veces interrumpidas por las guerrillas, tropas facciosas que, entonces se disputaban el poder mediante las armas. El Gral. José Laurencio Silva, era el jefe de Operaciones en la provincia de Carabobo, y por los días en que se creó la parroquia eclesiástica de Bejuma, se negociaba el sometimiento al gobierno del general José Tadeo  Monagas. La Iglesia confrontaba problemas, por la escasez de sacerdotes y porque, cada día se formaban más parroquias. Por las guerrillas y estos problemas fue que a mediados de 1850 comenzó a normalizarse todo y Bejuma tuvo su primer cura propio.

El Pbro. Martín Windevoxhel, venía de Calabozo y solo estuvo dos años, dado los malos tiempos que corrían renunciando en 1852.
Hubo de nuevo largos años sin cura párroco en Bejuma, tampoco los hubo en Nirgua, Canoabo, Urama, Taría y Temerla.
Dos meses después de tomar Páez la silla presidencial fue nombrado el Pbro. Juan Bautista Torres, el 14 de agosto de 1861. Tampoco duró mucho y fue reemplazado por el Pbro. Domingo Felipe Torres, quien recibió la parroquia el 28 de febrero de 1866. A este sacerdote e debe el auge que tuvo Bejuma. Utilizó siete años de la vieja capilla que sirvió de base al culto católico desde 1843 y que fue sede parroquial por 30 años y el 20 de agosto de 1872 (ya tenía 6 años) como cura interino, pidió al arzobispo permiso para habilitar como iglesia, la casa que había cedido Don Juan Aniceto Ojeda y Sra. situada en uno de los ángulos de la plaza. Allí se inició la construcción del 2.º. Templo de Bejuma. En 1865, el arzobispo Guevara y Lira, bendijo la primera piedra del 2.º. Templo que estuvo en el mismo sitio que está el actual. El bellísimo Templo de hoy fue construido a partir de 1952 y fue inaugurado por Mons. Dr. Gregorio Adam el 9 de junio de 1956. Lo bendijo Rafael Forni, nuncio del papa Pío XII el 10 de junio del mismo año.
- Casona Colonial y Puente “ECARRI”: la vieja Casona Colonial y el famoso Puente “Ecarri” sobre el río Bejuma al oeste de la población, construido en el año 1928 bajo la administración del presidente del Estado Ramón H Ramos. Lleva este nombre por estar ubicado frente a la casona que fue residencia familiar de Luis P. Ecarri, médico que ejerció en Bejuma y sus alrededores durante largos años. Los pobladores identifican el puente con este médico, cuyo apellido extendido por los descendientes forma parte de las referencias locales.

- La Aldea Artesanal “Don Viviano Vargas”: ubicada en la Urbanización "El Rocío" al frente de la Autopista la Panamericana(Troncal 11), a 100 m de la Panadería la Paramericana
- Plaza Marcos Sergio Godoy
- Santuario El Divino Redentor: ubicada en la Urbanización "El Rincón",
- Casa de Retiro Mons. Salvador Montes de Oca
- Hacienda Cariaprima,
- Hacienda Monte Sacro. Geoglifo Monumento Arqueológico “La Rueda del Indio”: monumento arqueológico precolombino, situado en la parte más alta de la ladera del cerro “La Bolivita”, de donde se domina visualmente el Valle de Chirgua, parroquia Simón Bolívar. Este impresionante monumento arqueológico, consiste en Geoglifos, que fueron labrados muy definidos sobre la roca del cerro. La figura tiene más de 54 m de altura, por unos 20 de circunferencia. El sitio está ubicado a unos 900 m s. n. m. Se dice que el monumento fue construido por los indios Cariaprima, descendientes de los Arawacos, hace más de quinientos años.

- Plazoleta Los Murales: es una plaza donde expone la belleza del municipio como: ambientales, sitios históricos, culturales, Religiosos, entre otros en diversos cuadros o murales. Ubicada en el Sector San Rafael.
- Rio La Toma: ubicada en la parroquia Canoabo, Sector "Los Naranjos"
- Rio Agua Claras: ubicada en la parroquia Canoabo Sector "Agua Clara"
- Rio Las Calcetas: ubicada en la parroquia Capital Bejuma Sector " Tierra Blanca"
- Embalse de Canoabo: cuando el río Urama ha recibido los aportes hídricos de los ríos Temerla y Canoabo, sus aguas son represadas en el sitio de Titiarita, formando así un pequeño vaso de almacenamiento mediante un dique o tapón fuertemente anclado entre dos estribaciones rocosas, ubicadas en una profunda garganta.
- Cumbre de Canoabo: en un parque recreativo digno de conocer por su clima, exuberante vegetación, su carretera de montaña y los chalet que se han construido. Es el lugar más alto de la carretera que enlaza Canoabo con la Autopista Panamericana. Está a 830 m s. n. m.(metros sobre nivel de mar) Zona de permanente neblina y clima templado donde la temperatura oscila entre 18 y 25 grados centígrados. En estas montañas de las tierras altas del estado Carabobo se encuentra la Capilla de La Santa Faz, la Posada Turística “Casa María” y el Campamento Palmichal.
- Campamento Palmichal: por la carretera que conduce a Canoabo y a menos de 7 km, se localiza la entrada de la reserva privada de Pequivén. Esta reserva, la cual protege la cuenca del río Morón y que surte de agua al Complejo Petroquímico de Morón, tiene 11 000 ha y la entrada se encuentra a una altitud de  1000 m s. n. m. dentro de la selva nublada con una temperatura promedio de 20 °C y una humedad relativa de 90%. Allí está ubicado el Campamento Palmichal donde funciona la Dirección de la parte Operativa de la Conservación de la Cuenca Hidrográfica del río Morón. Julio César Carozzo fue el inspirador y ejecutor de la recuperación de la Cuenca del río Morón. Creó un bosque, Recuperó la Vida
- Cerro "La Torre": ubicado su entrada en la Autopista Paramericana (TRONCAL 11) al lado de Alimentos IENCA. muy popular por la población para hacer caminas al aire libre. disfrutar del clima de montaña y admirar la bella vista panorámica hacia la población capital del municipio

## Centros Educativos
=== NIVELES INICIAL, PRIMARIA Y ESPECIAL ===
'PARROQUIA URBANA BEJUMA:'''
1.	Centro de Atención a Niños con Dificultades del Aprendizaje (CENDA) Bejuma.
2.	Centro de Desarrollo Infantil Nacional Bejuma.
3.	Centro de Educación Inicial El Rinconcito.
4.	Centro de Educación Inicial Las Manzanitas.
5.	Centro de Educación Inicial Las Naranjitas Fundación El Niño Simón.
6.	Centro de Educación Inicial Los Gaticos.
7.	Centro de Educación Inicial Simoncito El Rincón NER 009.
8.	Centro de Educación Inicial Simoncito Sara de Moreno.
9.	Centro de Educación Inicial Valle Ventuari.
10.	Escuela Básica Bolivariana Antonio José Crespo Garrote.
11.	Escuela Básica Bolivariana El Rincón NER 009.
12.	Escuela Básica El Naranjal NER 009.
13.	Escuela Básica Estadal Alto de Reyes.
14.	Escuela Básica Estadal Melchora Olivero de Latouche.
15.	Escuela Básica José Ignacio Pulido.
16.	Escuela Básica La Hoya.
17.	Instituto de Educación Especial Nacional Bejuma.
18.	Servicio de Aula Hospitalaria.
19.	Multihogar Los Consentidos (SENIFA).
20.	Multihogar Los Traviesos (SENIFA).
21.	Unidad Educativa Colegio Parroquial San Rafael.
22.	Unidad Educativa Estadal Tucupido.
23.	Unidad Educativa Julián Mellado.
24.	Unidad Educativa María de la Concepción Palacios.
25.	Unidad Educativa María Inmaculada.
26.	Unidad Educativa María Paulina.
27.	Unidad Educativa Medardo Bacalao.
28.	Unidad Educativa Nacional Miguel Marín.
29.	Unidad Educativa San Isidro Labrador NER 537.
'''PARROQUIA NO URBANA CANOABO'''
1.	Centro de Educación Inicial Guarapito.
2.	Centro de Educación Inicial Nacional La Belén.
3.	Centro de Educación Inicial Simoncito Pimentel Coronel.
4.	Escuela Básica Don Viviano Vargas.
5.	Escuela Básica La Belén.
6.	Escuela Básica Nacional Pimentel Coronel.
7.	Escuela Básica Santa Ana NER 119.
8.	Multihogar Los Loritos (SENIFA).
9.	Unidad Educativa Agua Clara NER 119.
10.	Unidad Educativa Doctor Félix Adam.
11.	Unidad Educativa Isabel Teresa Gil de Torrens.
12.	Unidad Educativa Manuel María Ramos NER 119.
13.	Unidad Educativa Nacional Valle Hondo NER 009.
14.	Unidad Educativa Palmichal NER 119.
'''PARROQUIA NO URBANA SIMÓN BOLÍVAR:'''
1.	Escuela Básica Estadal Santa Bárbara NER 009.
2.	Escuela Básica Nacional Chirgua Abajo NER 009.
3.	Escuela Básica Paramaconi I.
4.	Multihogar Los Ángeles (SENIFA).
5.	Unidad Educativa Cariaprima NER 009.
6.	Unidad Educativa Eduardo Blanco.
7.	Unidad Educativa Sara de Moreno.
8.	Unidad Educativa Simón Rodríguez NER 009.
9.	Unidad Educativa Torcuato Manzo Núñez.

=== NIVELES MEDIA GENERAL, MEDIA TÉCNICA, ARTES Y ADULTOS ===
'PARROQUIA URBANA BEJUMA:'''
1.	Unidad Educativa Arturo Michelena.
2.	Escuela de Artes Andrés Pérez Mujica.
3.	Escuela de Especialidades Coronel Teresa Aponte.
4.	Taller de Educación Laboral Arichuna.
5.	Unidad Educativa Bejuma (NOCTURNO).
6.	Unidad Educativa Colegio Parroquial San Rafael.
7.	Unidad Educativa Colegio San Agustín.
8.	Unidad Educativa Colegio San Agustín (NOCTURNO).
9.	Unidad Educativa Instituto San Martín.
10.	Unidad Educativa  Medardo Bacalao.
11.	Unidad Educativa Nuestra Señora de la Gracia.
'''PARROQUIA NO URBANA CANOABO:'''
1.	Escuela Técnica Carlos Sanda.
2.	Unidad Educativa Francisco Acuña Barreto.
'''PARROQUIA NO URBANA SIMÓN BOLÍVAR:'''
1.	Unidad Educativa Paramaconi II.

### Educación Superior
- Universidad Nacional Experimental Simón Rodríguez (Núcleo Canoabo) "UNESR"
- Universidad Nacional Experimental de las Fuerzas Armadas (Extensión Bejuma) "UNEFA"

## Demografías

### Urbanizaciones
- Oscar Celli (El Rincón)
- Ciudadela Ezequiel Zamora (Carrizal)
- Rincón 2
- Rincón 1
- El Rocío
- Santa María
- Carrizal 2
- La Colonia
- Sersuro( Las Manzanas)
- Campo Claro
- Las Manzanitas

### Sectores
- Tierra Blanca
- Tierra Negra
- Centro
- Los Fundadores
- El Surtidor
- Pueblo E Paja
- Unión
- La Alegría
- Guasdalito
- Bejumita
- San Luis
- San Rafael
- Pueblo Nuevo
- Chirguita
- Banco Obrero
- Carrizal
- Brisas de Paraíso
- 4 de Febrero
- Acosta Carles
- La Mediagua
- La Trilla
- Tucupido
- Altos de Reyes
- Camino Verde
- Banco Largo
- Santa Ana
- El Vigía
- Las Rosas
- La Cumbre
- Palmichal
- Guarapo
- Canoabo
- Canoabito
- Los Naranjos
- El Catire Acosta
- La Sabana
- Escondido
- Capa
- Pueblo Nuevo
- Agua Clara
- La Mocha
- La Mona
- Casupito
- La Peredeña
- Paredes
- Cariaprima
- El León
- Potrerito
- Chacao
- Perico
- La Guadalupe

## Centros Deportivos
- Complejo Deportivo "Francisco Tovar Girón" (allí se encontraba hasta el año 2016 la Escuela de béisbol de los Mellizos de Minnesota) ubicada en el Sector Pueblo Nuevo. Ahora realizan operaciones las agencias de desarrollo de prospectos GEF academy international y Gold player.
- Estadio Luis "Bachaco" Rincones ubicada en la Urbanización El Rincón
- Manga de Coleo Municipal "Coronel" ubicada en el Sector Carrizal
- Campo de Fútbol "Las Manzanas" (Centro Social Bejuma) ubicada en el Sector Las Manzanas
- Centro de Natación "Las Manzanas" (Centro Social Bejuma) ubicada en el Sector Las Manzanas
- Pista de Bici-cross "El Rincón" ubicada en la Urbanización El Rincón
- Pista de Moto-cross "Cerro la Mapola" ubicada en la Urbanización Carrizal

## Avenidas y Calles Populares
- Av Bolívar
- Av Sucre
- Av Carabobo
- Av Los Fundadores
- Av Plaza
- Calle Páez
- Calle Heres
- Calle Valencia
- Calle Agustín Betancourt
- Calle Pedro Vicente Núñez
- Calle Piar

## Bibliotecas
- Biblioteca Pública “Manuel Pimentel Coronel” ubicada en la Casa de La Cultura y presta servicio permanente a estudiantes y público en general.
- Biblioteca Municipal “Don Antonio Oswaldo Marvez Sosa”, ubicada en la sede de la Alcaldía.
- Biblioteca “Dr. Andrés Contreras”, ubicada en el centro social Bejuma.

## Teatro
- “El Teatro Palermo” ubicado en la Av. Bolívar
- Salón de usos múltiples de la Casa de La Cultura, ubicado en la Av. Bolívar donde se presentan frecuentemente espectáculos musicales, folklóricos y culturales.

## Organismos Públicos
- Alcaldía Municipal de Bejuma: Edif. Municipal frente la plaza Bolívar
- Concejo Municipal de Bejuma: Edif. Municipal frente a la plaza Bolívar
- CANTV Oficina Bejuma: Av. Los Fundadores c/c Urdaneta
- Cuerpo de Bomberos Bejuma: Carretera Panamericana,
- Eleoccidente: Av. Bolívar c/c Piar
- Hidrocentro: Av. Anzoátegui
- Ipostel: Av. Sucre frente plaza Bolívar
- MRW: Av. Los Fundadores
- Instituto Municipal de la Vivienda Bejuma: C:C Colonial
- Juzgado del Municipio Bejuma: Av. Los Fundadores.
- Consejo de Derecho del Niño, Niña y Adolescente: Av. Bolívar, Medicina Vial: Hospital de Bejuma
- Notaría Pública: Av. Bolívar Edif. América,
- Oficina de Identificación y Extranjería: Prolongación calle Páez,
- Prefectura de Bejuma: Edif. Colonial, Registro Subalterno del Municipio Bejuma: Av. Bolívar,
- Seniat: Av. Sucre frete plaza Bolívar,
- Tránsito Bejuma: Carretera Panamericana.
- Policía Municipal de Bejuma: Urbanización el Rincón, Av 2
- Policía Estadal de Carabobo: Edif. Municipal, frente la plaza Bolívar
- Cámara de Comercio y Producción de Bejuma: calle Páez
- Colegio de Abogados del Occidente de Carabobo: C.C. Colonial
- Junta Parroquial de Bejuma: Av. Sucre

## Centros Médicos y Hospitalarios
- Hospital Distrital Bejuma: calle Heres c/Av Los Fundadores
- Centro Clínico "Los Fundadores":Av  Los Fundadores
- Centro de Diagnóstico Integral "CDI": Av Los Fundadores
- Centro Clínico "Nuestra Señora del Socorro": Av Los Fundadores
- Centro Ambulatorio "YMCA": Av Los Fundadores
- Policlínico Bejuma: Av Los Fundadores

## Hoteles y Posadas
- Hotel Jardín, Av Bolívar .
- Hotel Tiuna, calle Heres.
- Posada Los Fundadores, Av Bolívar.
- Posada Hacienda La Calceta, Sector Tierra Blanca.
- Hacienda Sierra Verde.
- posada Spa.
- Las Rositas.
- Posada lomas de Carrizal, Av Bolívar Sector Carrizal.
- Casa María, en la vía de palmichal.
- La casa de Norbertico
- La frente del Gocho

## Política y gobierno

### Alcaldes
| Período     | Alcaldes                        | Partido político / Alianza | % de votos | Notas |
| ----------- | ------------------------------- | -------------------------- | ---------- | --- |
| 1989 - 1992 | Luis Francisco Rodríguez Mérida | AD                         | 43,82      | Primer alcalde bajo elecciones directas |
| 1992 - 1995 | Luis Francisco Rodríguez Mérida | AD                         | 60,00      | Reelecto |
| 1995 - 2000 | Oscar Nuñez García              | AD                         | -          | Segundo alcalde bajo elecciones directas (se realizaron elecciones generales adelantadas en el 2000 debido a la aprobación de la Constitución de 1999) |
| 2000 - 2004 | José Moyejas                    | PRVZL                      | 29,74      | Tercer alcalde bajo elecciones directas |
| 2004 - 2008 | Lorenzo Remedios                | MVR                        | 50,56      | Cuarto Alcalde Bajo elecciones directas |
| 2008 - 2013 | Lorenzo Remedios                | PSUV                       | 45,58      | Reelecto (se postergan 1 año las elecciones municipales pautadas para finales del 2012)                                                                |
| 2013 - 2017 | Ramón Alberto Rodríguez Nuñez   | PJ MUD                     | 48,83      | Quinto alcalde bajo elecciones directas |
| 2017 - 2021 | Rafael Morales                  | PSUV                       | 73,87      | Sexto alcalde bajo elecciones directas |
| 2021 - 2025 | Lorenzo Remedios                | PSUV                       | 43,92      | Séptimo alcalde bajo elecciones directas |

### Concejo municipal
Período 1989 - 1992
| Concejales:              | Partido político / Alianza |
| ------------------------ | -------------------------- |
| Pedro Isaías Coronel     | AD                         |
| Dogally Flores           | AD                         |
| Juan José Andrade        | COPEI                      |
| Oscar Nuñez García       | NGD                        |
| Angel Luis Román         | URD                        |
| Luis Castellanos Coronel | LCR                        |
| Elias Castillo           | MAS                        |

Período 1992 - 1995
| Concejales:         | Partido político / Alianza |
| ------------------- | -------------------------- |
| Luis Flores         | AD                         |
| Pedro Rodríguez     | AD                         |
| Oscar Núñez García  | AD                         |
| Francisco Rodríguez | AD                         |
| Luis Pinto          | COPEI                      |
| Tony Mansour        | COPEI                      |
| Pedro Ríos          | MAS                        |

Período 1995 - 2000
| Concejales:        | Partido político / Alianza |
| ------------------ | -------------------------- |
| Luis Palencia      | AD                         |
| José Rodríguez     | AD                         |
| Iha Rodríguez      | AD                         |
| Rosa Hernández     | AD                         |
| Juan Piñero        | AD                         |
| Ahiele Tovar       | PROCA                      |
| Juan Díaz Martínez | COPEI                      |

Período 2000 - 2005
| Concejales        | Partido político / Alianza |
| ----------------- | -------------------------- |
| Juan Jose Andrade | PRVZL                      |
| Ramon Pinto       | PRVZL                      |
| Juan Martinez     | PRVZL                      |
| Dogalis Flores    | PRVZL                      |
| Luis Moyetones    | PRVZL                      |
| Emilia Ortega     | MVR                        |
| Norberto Guzman   | MVR                        |

Período 2005 - 2013
| Concejales         | Partido político / Alianza |
| ------------------ | -------------------------- |
| Carlos Limonta     | MVR                        |
| William Gonzalez   | MVR                        |
| Rosa Elena Sequera | MVR                        |
| Juan Flores        | MVR                        |
| Emilia Ortega      | MVR                        |
| Nerio Monagas      | PCV                        |
| Agustin Abel       | POR MI PUEBLO              |

Período 2013 - 2018
| Concejales    | Partido político / Alianza |
| ------------- | -------------------------- |
| Maria Chavez  | PSUV                       |
| Víctor Nava   | PSUV                       |
| Alexis Rumbo  | PSUV                       |
| Pedro Rios    | PSUV                       |
| Isabel Alvizu | PSUV                       |
| Leyda Moreno  | PSUV                       |
| Maria Ciccone | MOVEV                      |

Período 2018 - 2021
| Concejales      | Partido político / Alianza |
| --------------- | -------------------------- |
| Maria Torrealba | PSUV                       |
| Rafael Pérez    | PSUV                       |
| Aldemaro Ortega | PSUV                       |
| José Leal       | PSUV                       |
| Liliuska García | PSUV                       |
| Delia Márquez   | PSUV                       |
| Pedro Bordones  | PSUV                       |

Periodo 2021 - 2025
| Concejales:       | Partido político / Alianza |
| ----------------- | -------------------------- |
| Carmen Sevilla    | PSUV                       |
| Obdulio Coronel   | PSUV                       |
| Luilimar Mercado  | PSUV                       |
| Adrian Delgadillo | PSUV                       |
| Alba Chacin       | PSUV                       |
| Luis Berroteran   | AD                         |
| Carmen Pinzon     | MUD                        |

### Cronistas
1.er. Cronista... Sr ANTONIO OSWALDO MARVEZ SOSA…nacido en Bejuma, poeta, historiador,
Orador.  Fue nombrado “Hijo Ilustre” de Bejuma.  Perteneció al “Centro de Historia
Regional de Carabobo” como miembro fundador.  En nuestro pueblo hay una Biblioteca que lleva su nombre. Además, fue Jurado Principal en el “1.er FESTIVAL DE LA 
CANCION A BEJUMA EN 1.978.
2.º Cronista... Sra. ANAMINTA RUIZ MERIDA…nacida en Bejuma, historiadora, poeta, escritora,
Ha publicado numerosos libros a Bejuma como son:
“REMEMBRANZAS” (1.980)...”EVOCACION” (1981)...”MONOLOGO DE BEJUMA
(1.986) “EXPRESIDENTES DEL ILUSTRE  CONCEJO MUNICIPAL DE BEJUMA”
(1.986)...”BEJUMA EN LA MAGIA DEL RECUERDO” (1.992)...”BEJUMA, CANTERA LITERARIA”. (2.002)…y otros poemas.
3.er. Cronista... VICTOR JULIO CORONEL PINTO...
Actual Cronista.